# Billy Ocean
Billy Ocean (született Leslie Sebastian Charles, Fyzabad, Trinidad és Tobago, 1950. január 21. –) trinidadi származású Grammy-díjas brit énekes. Legismertebb dala az 1988-as "Get Outta My Dreams, Get into My Car". Feltűnt a Billboard-listákon is. További ismert dalai: "Loverboy", "Nights (Feel Like Getting Down)", "Love Really Hurts Without You".

## Élete
1950-ben született Fyzabad-ban. Tízévesen Londonba költözött családjával. 1969-ben hozta létre saját együttesét, majd 1983-ban szólókarrierbe kezdett.  

## Diszkográfia

### Stúdióalbumok
- Billy Ocean (1976)
- City Limit (1980)
- Nights (Feel Like Getting Down) (1981)
- Inner Feelings (1982)
- Suddenly (1984)
- Love Zone (1986)
- Tear Down These Walls (1988)
- Time to Move On (1993)
- Because I Love You (2009)
- Here You Are (2013)